# Quercus marilandica
Quercus marilandica, anomenat pel nom en anglès (Blackjack oak), és un petit roure, que pertany a la família de les fagàcies dins de la secció dels roures vermells, però bastant aïllat dels altres. És originària del sud i centre dels Estats Units, amb una població a partir de la costa oriental nord de Long Island.

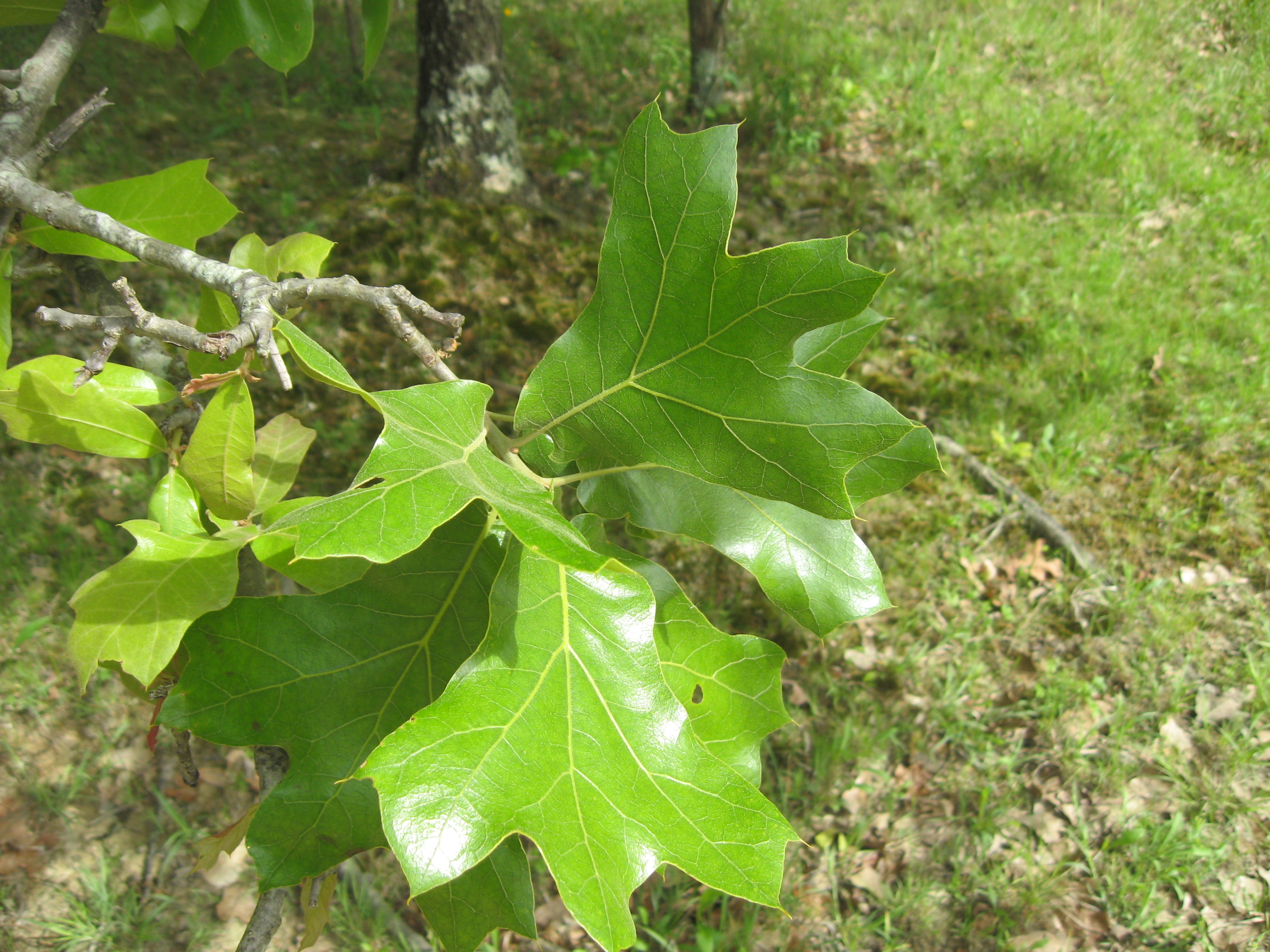
Fulles del Quercus marilandica

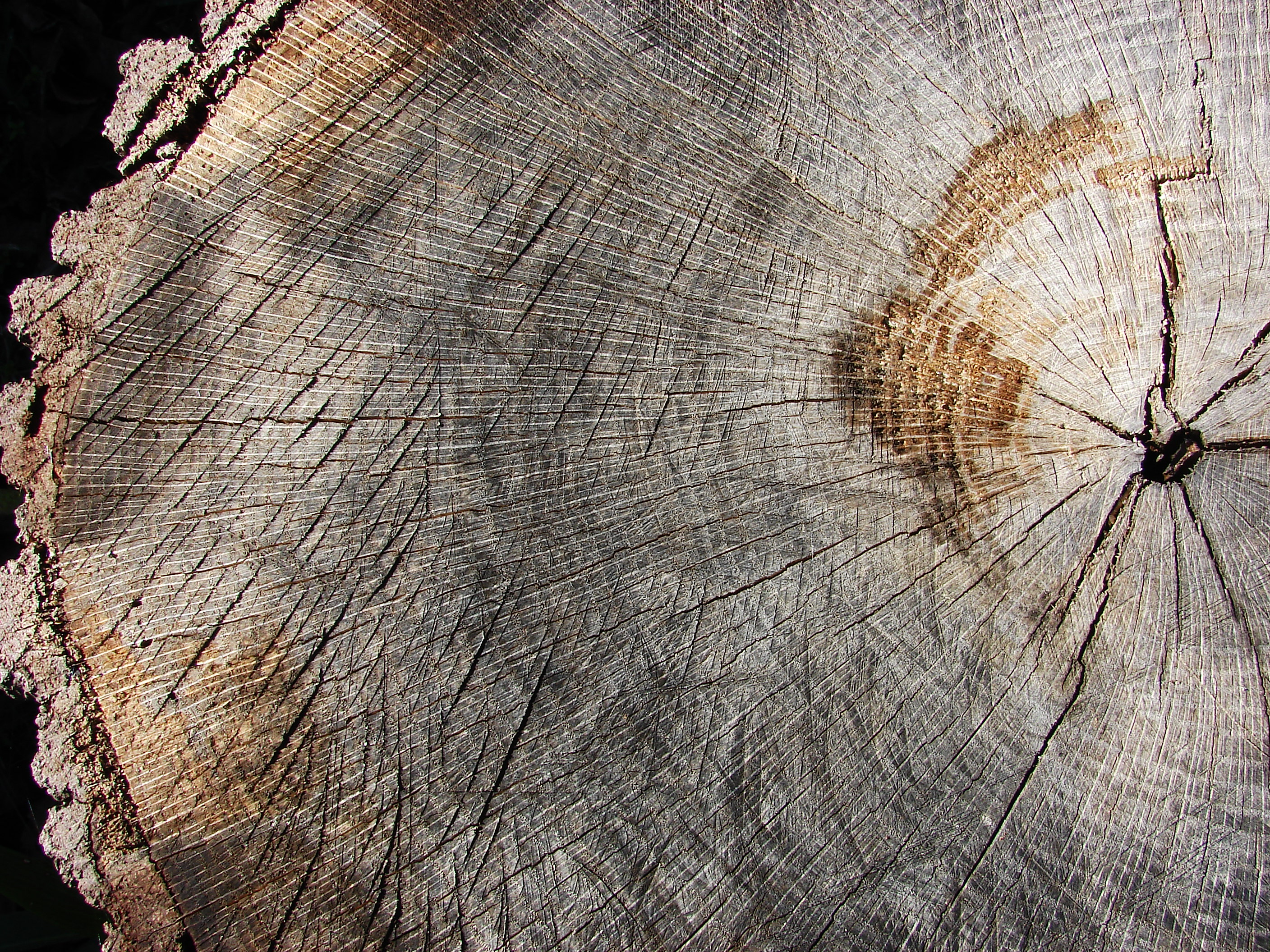
Soca del Quercus marilandica, aprox. 75 anys

És un arbre caducifoli que creix fins a 15 m d'alçada, amb l'escorça esquerdada en plaques rectangulars de color negre amb estretes fissures ataronjades. Les fulles són de 7-20 cm de llarg i ample, i normalment tenen a partir d'una base cònica a una forma de campana ampla de tres lòbuls amb incisions poc profundes. Són de color verd fosc i brillant per sobre, pubescents per sota, i sovint romanen adherides a les branques durant l'hivern després de complir els colors de vermell a marró a la tardor. Les glans són petites, 12-20 mm de llarg i 10-18 mm d'ample, igual que altres roures vermells, i maduren al cap de 18 mesos.

## Hàbitat i distribució
Quercus marilandica creix en sòls pobres, prims i secs, rocosos o arenosos; on poques plantes llenyoses poden prosperar, en general en terrenys baixos, des del nivell del mar fins als 900 m d'altitud. No té la forma bella de molts roures, però tanmateix és un arbre valuós per créixer en llocs problemàtics. De vegades és un arbre de sotabosc en boscos de pi en monticles de sorra al sud-est dels Estats Units. Al llarg de la plana costanera de Nova Jersey la probabilitat de trobar aquesta espècie s'incrementa en àrees obertes relativament assolellades, com les maresmes costaneres més properes. Sovint es troba a prop de Quercus coccinea i de Quercus stellata, així com Pinus rigida, s'inclouen com a companys de sotabosc Rhus copallina, les falgueres del gènere Pteridium, Comptonia i Myrica.
Una varietat de Quercus marilandica Münchhausen var. ashei Sudworth (D. M. Hunt 1989), creix en les parts occidentals de l'àrea nord de Texas, Oklahoma i al sud de Kansas. En aquesta zona, Quercus marilandica, juntament amb Quercus stellata, forma una zona de semisabana integrat per franges boscoses entremesclats amb clarianes de prats d'herba al llarg de la riba oriental de les Grans Planes del sud. Aquesta semisabana és coneguda com a Cross Timbers. Dominen en formes de matollar de Q. marilandica en moltes clarianes de roques sedimentàries (cherts) juntament amb Q. stellata a l'altiplà d'Ozark d'Arkansas.
Quercus marilandica pot créixer al Cross Timbers de 15 a 18 m d'altura amb un diàmetre de tronc de 41 cm, però poques vegades arriben a més de 12 m. Les fulles són de 10 a 25 cm de longitud i aproximadament la mateixa d'amplada. Les glans proporcionen aliment tant per al cérvol cua blanca com per al gall dindi salvatge. Però Quercus marilandica pot causar l'enverinament per àcid tànnic en el bestiar.

## Usos
La fusta és molt densa i produeix una flama calenta quan es crema, que funciona com una excel·lent font de calor per a les barbacoes i estufes de llenya. Tanmateix, la fusta no és desitjable per a les xemeneies de fusta, doncs la calor la fa esclatar, augmentant així el risc d'incendis a la llar.